# Kanton Lyon-VI
Kanton Lyon-VI (francouzsky Canton de Lyon-VI) je francouzský kanton v departementu Rhône v regionu Rhône-Alpes. Zahrnuje část 6. městského obvodu města Lyonu.